# Sean Eadie
Pour les articles homonymes, voir Eadie.
Sean Eadie (né le 15 avril 1969 à Sydney) est un coureur cycliste australien spécialiste de la piste. Il a notamment été champion du monde de vitesse en 2002 et médaillé de bronze de vitesse par équipes aux Jeux olympiques de Sydney en 2000.

## Biographie
Sean Eadie commence le cyclisme à l'âge de dix ans. Avant de devenir coureur, il obtient un diplôme d'enseignant en école maternelle au sein de l'Université catholique australienne. En 1990, il devient coureur professionnel à temps plein. En dépit de son attitude agressive lors des compétitions sur piste, il est considéré comme un « gentil géant » en dehors.
Aux Jeux olympiques de 2000, organisé dans son pays, à Sydney, il obtient avec Gary Neiwand et Darryn Hill la médaille de bronze en vitesse par équipes. Deux ans plus tard, en 2002, il devient champion du monde de vitesse, l'épreuve reine de la piste. Cette année 2002 est faste, car il remporte la médaille d'or en vitesse par équipes (avec Ryan Bayley et Jobie Dajka) aux Jeux du Commonwealth. De plus, il obtient plusieurs titres de champion d'Australie.
Il participe aux Jeux Olympiques de 2004 à Athènes, après avoir été au centre d'une controverse. Un emballage contenant des peptides a été envoyé à Eadie depuis San Diego. Il a été intercepté par des agents des douanes. Lors de l'audience, Eadie a dit qu'il ne savait pas qui avait envoyé le paquet et que les mouvements sur sa carte de crédit ne montraient aucun lien. Il n'a jamais été contrôlé positif. Il a été autorisé à participer aux Jeux Olympiques 2004 par le Tribunal Arbitral du Sport, faute de preuve démontrant qu'il avait essayé d'importer de l'hormone de croissance humaine,.
Durant sa carrière et surtout après son titre mondial, Sean Eadie est devenu populaire parce que, fait inhabituel pour un cycliste, il courait avec une barbe. Cette barbe lui a valu de nombreux surnoms, y compris « capitaine Haddock ». Dans une interview accordée à Cyclingnews.com, un journaliste lui demande si cela n'est pas contre-aérodynamique de se raser ses jambes, mais pas son visage. Il répond alors qu'ayant « gagné la vitesse par équipes, couru en 10,14 secondes à Manchester, remporté le titre mondial, ce n'est pas si contre-productif que cela ». Après avoir remporté le titre mondial de vitesse en 2002 à Copenhague et à la suite d'un pari, il se fait raser sa barbe par le multiple champion du monde français Arnaud Tournant à l'intérieur même du vélodrome.
Après sa carrière, il travaille quelque temps comme entraîneur cycliste.

## Palmarès

### Jeux olympiques
- Sydney 2000
  -  Médaillé de bronze de la vitesse par équipes
- Athènes 2004
  - 4e de la vitesse par équipes

### Championnats du monde
- Perth 1997
  -  Médaillé de bronze de la vitesse par équipes
- Anvers 2001
  -  Médaillé d'argent de la vitesse par équipes
- Ballerup 2002
  -  Champion du monde de vitesse
  -  Médaillé d'argent de la vitesse par équipes

### Coupe du monde
- 1996
  - 3e de la vitesse à Cali
- 1997
  - 1er de la vitesse par équipes à Adélaïde
  - 3e de la vitesse à Adélaïde
  - 3e de la vitesse par équipes à Cali
- 1998
  - 2e de la vitesse à Hyères
- 2000
  - 4e de la vitesse à Cali
- 2001
  - 4e de la vitesse par équipes à Cali
- 2002
  - 1er de la vitesse à Sydney
  - 1er du keirin à Sydney
  - 2e de la vitesse par équipes à Moscou

### Jeux du Commonwealth
- 1998
  -  Médaillé d'argent de la vitesse
- Manchester 2002
  -  Médaillé d'or de la vitesse par équipes (avec Jobie Dajka et Ryan Bayley)
  -  Médaillé d'argent de la vitesse

### Goodwill Games
- 2001
  -  Médaillé d'or de la vitesse
  -  Médaillé de bronze du keirin

### Jeux d'Océanie
- 2004
  -  Médaillé d'or de la vitesse

### Championnats d'Océanie
| Édition / Épreuve | Keirin | Vitesse individuelle | Vitesse par équipes |
| 1995              | Argent | Or                   |                     |
| 2001              |        | Bronze               | Or                  |
| 2004-2            |        | Or                   |                     |

### Championnats nationaux
| - 1995 - Champion d'Australie de vitesse - 1996 - 2e de la vitesse par équipes - 1997 - Champion d'Australie de vitesse par équipes - 2e de la vitesse - 1998 - 3e de la vitesse par équipes - 1999 - 3e de la vitesse - 3e du keirin - 2000 - Champion d'Australie de vitesse - Champion d'Australie de vitesse par équipes | - 2001 - 2e de la vitesse par équipes - 2e du keirin - 3e de la vitesse - 2002 - Champion d'Australie de vitesse - Champion d'Australie de vitesse par équipes - 2e du keirin - 2004 - Champion d'Australie de vitesse |